# Sant Martí de les Tombetes
Sant Martí de les Tombetes era una església romànica propera al poble de Moror, del terme municipal de Sant Esteve de la Sarga, al Pallars Jussà. Pertanyia a un poblat, el despoblat de les Tombetes, desaparegut possiblement a final de l'edat mitjana, del qual, però, es poden observar algunes restes. Es troba al mig d'un jaciment anterior amb necròpolis i fortificacions tardoromanes.
Se'n desconeix el nom, atès que les Tombetes és el nom popular, modern, donat per l'existència de les tombes excavades a la roca. S'ignora també si l'advocació de sant Martí que se li atribueix és l'original. Si ho fos, podria tractar-se d'un poblat d'origen franc.
A ran de cingle, al costat sud, es poden veure els encaixos de la paret perimetral del recinte. A l'altre costat s'ha conservat un tros de mur, d'uns sis metres de llarg, fet amb carreus grossos i ben escairats. Anant cap a llevant es troben restes de construccions, així com un gran clot i una sitja. A continuació, més a llevant, hi ha un grup de nou tombes excavades a la roca i unes filades de pedra permeten veure la planta del que fou l'església. A la punta del serrat, damunt la cinglera, més a llevant de l'església, hi degué haver algunes cases, orientades a migjorn. Des del 1998 el Laboratori d'Arqueologia de la Universitat de Barcelona investiga el jaciment.